# Compendium Geneeskunde
Compendium Geneeskunde is een boekenreeks geschreven door studenten en gecontroleerd door artsen en specialisten uit Nederland en België.
De boekenreeks is bedacht en uitgegeven in eigen beheer door Romée Snijders en Veerle Smit, beiden student geneeskunde aan de Vrije Universiteit Amsterdam. In deze boekenreeks wordt met behulp van schema’s, tabellen en illustraties een overzicht gegeven van de studie geneeskunde. Op 3 september 2016 kwam de eerste reeks uit, een vierdelige boekenreeks over 27 disciplines van de geneeskunde, geschreven door honderd studenten en artsen.
In 2019 verscheen de volledig herziene editie Compendium Geneeskunde 2.0. Deze editie werd geschreven door een team van 250 studenten, artsen, specialisten, tekenaars en grafici. De 2.0 editie bestaat uit vijf boeken en 35 disciplines. De boekenreeks besteedt aandacht aan zowel klinische als niet-klinische onderwerpen van de geneeskunde. Zo komen hoofdstukken als Cardiologie, Neurologie en Kindergeneeskunde aan bod, maar ook de Sociale geneeskunde, Gezondheidsrecht en Medische ethiek.
Aanvankelijk was de geneeskundestudent als doelgroep bedacht, maar ook professionele hulpverleners toonden interesse in de boekenreeks. In november 2019 waren er 100.000 producten verkocht.

## Boeken
Tussen 2016 en 2020 werden verschillende titels uitgegeven vanuit Compendium Geneeskunde. Zo werden naast de twee edities van de reeksen (2016 en 2019) ook meerdere pocketedities en kalenders uitgegeven. 
- 2016; Compendium Geneeskunde deel 1 t/m 4
- 2017; Cardiologie en vasculaire geneeskunde pocket Compendium Geneeskunde
- 2017; Scheurkalender 2018 Compendium Geneeskunde
- 2018; Neurologie pocket Compendium Geneeskunde
- 2018; Gynaecologie en obstetrie pocket Compendium Geneeskunde
- 2018; Scheurkalender 2019 Compendium Geneeskunde
- 2019; Compendium Geneeskunde 2.0 deel 1 t/m 5
- 2019; Scheurkalender 2020 Compendium Geneeskunde
- 2020; Dermatologie pocket Compendium Geneeskunde
- 2020; Acute Geneeskunde pocket Compendium Geneeskunde
- 2020; Orthopedie en traumachirurgie pocket Compendium Geneeskunde
- 2020; Oogheelkunde pocket Compendium Geneeskunde
- 2020; Scheurkalender 2021 Compendium Geneeskunde